# Rugårdsvej (Odense)
Rugårdsvej er en landevej, der begynder i Odense, og ender i Skovs Højrup på Vestfyn. Vejen strækker sig over ca. 32 km og har sit navn efter kongsgården Rugård, der ligger ca. 5 km vest for Morud.
Oprindeligt hed vejen Rugaard Landevej, men ændrede navn til det nuværende 1933. Knap 10 km af vejen er beliggende i Odense Kommune, hvor vejen går gennem kvartererne Åløkke, Tarup, Paarup og Korup. Det tidligere kvægtorv, der i dag er  hovedkvarter for TV 2/DANMARK, har adresse i nr. 25.
På Rugårdsvej findes desuden også bl.a. Hans Tausens Kirke.
Rugårdsvej er den ældste hovedvej over Fyn. Den er med sikkerhed fundet på et kort fra 1500-tallet og er gennem tiderne blevet kaldt både "Vejen til Rugård" og "Rugårds Landevej".